# Ratko Dostanić
Ratko Dostanić (en serbe : Ратко Достанић) est un footballeur serbe, devenu entraîneur, né le 25 octobre 1959 à Lučani (Serbie).

## Biographie
Cet ancien défenseur a joué plusieurs saisons en Division 2 française, à Caen, Le Mans, Rodez, et au Red Star 93. Il a terminé sa carrière en France en Division 3 à Châtellerault puis à Montluçon.
Il a commencé sa carrière d'entraîneur à Montluçon en 1995 comme entraîneur-joueur. En 2008, il entraîne le Dalian Shide, en Chine, avant de s'engager pour le Vardar Skopje puis le Srem Mitrovica, club avec lequel il termine 9e de D1 serbe. En 2009, il s'engage avec le club du Levski Sofia jusqu'en 2012. Il en est limogé pour manque de résultat le 20 octobre 2009.

## Palmarès

### Joueur
- Vice-champion de Division 2 Groupe B en 1988 (SM Caen).
- Champion de France de D3 Groupe Ouest en 1990 (Le Mans Union Club 72).
- Demi-finaliste de la Coupe de France 1991 contre l'Olympique de Marseille (Stade ruthénois).

### Entraîneur
- Vainqueur de la Supercoupe de Bulgarie en 2009 (Levski Sofia).
- Champion de Bulgarie en 2002 (Levski Sofia).
- Vice-champion de Serbie-et-Monténégro en 2005 (Étoile rouge de Belgrade).
- Finaliste de la coupe de Serbie-et-Monténégro en 2005 (Étoile rouge de Belgrade).